# Laarbeek
Laarbeek es un municipio de la provincia de Brabante Septentrional en los Países Bajos, entre la bailía de Bolduque y la región natural de Peel. El 30 de abril de 2017 contaba con una población de 21.933 habitantes, sobre una superficie de 56,17 km², de los que 0,8 km² cubiertos por el agua, con una densidad de 397 h/km².  
El municipio se creó en 1987 por la fusión de Aarle-Rixtel, Beek en Donk y Lieshout, antiguos municipios. El ayuntamiento se localiza en Beek en Donk.

## Galería de imágenes

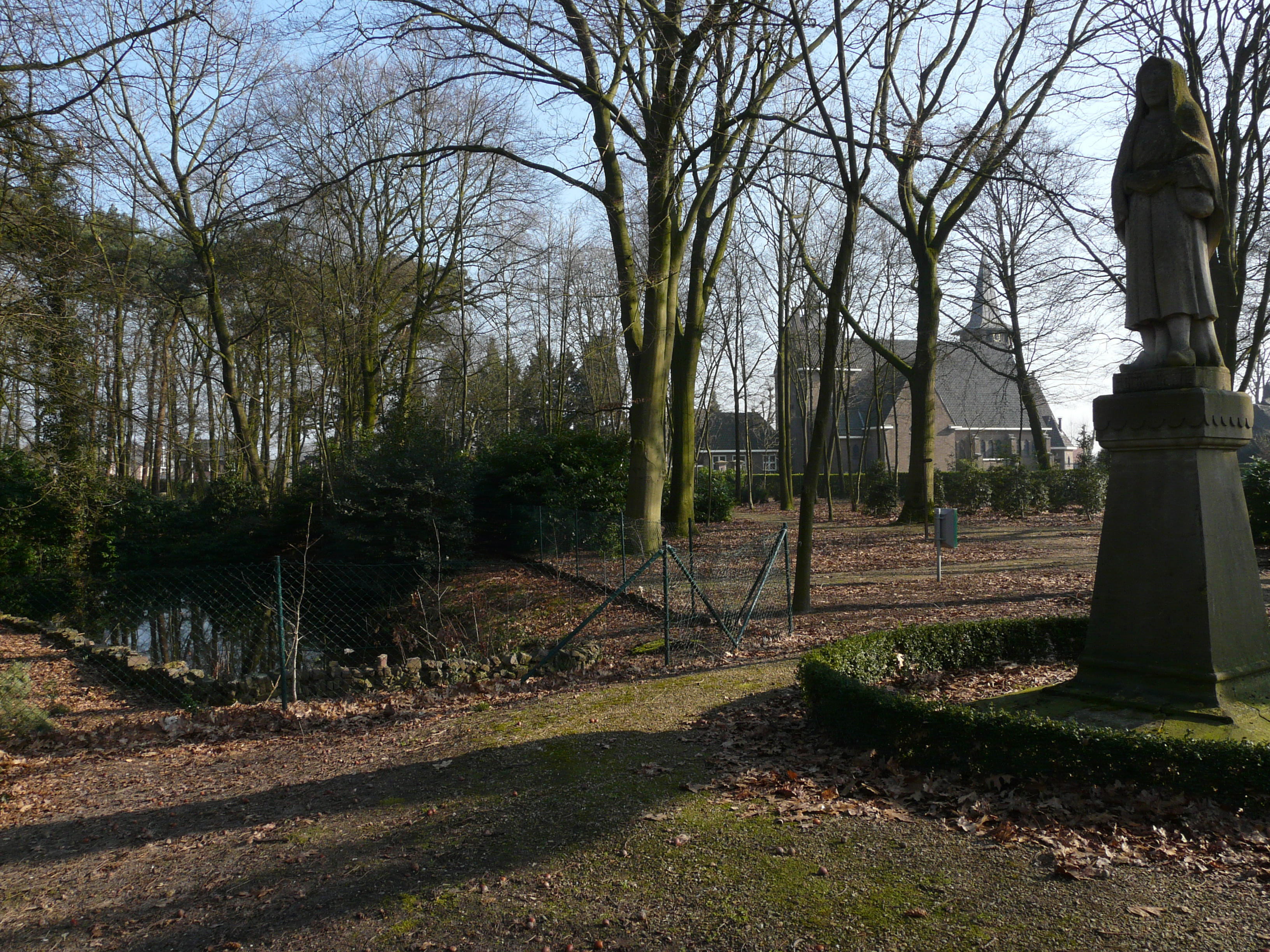
Mariahout (Lieshout): Parque de la procesión
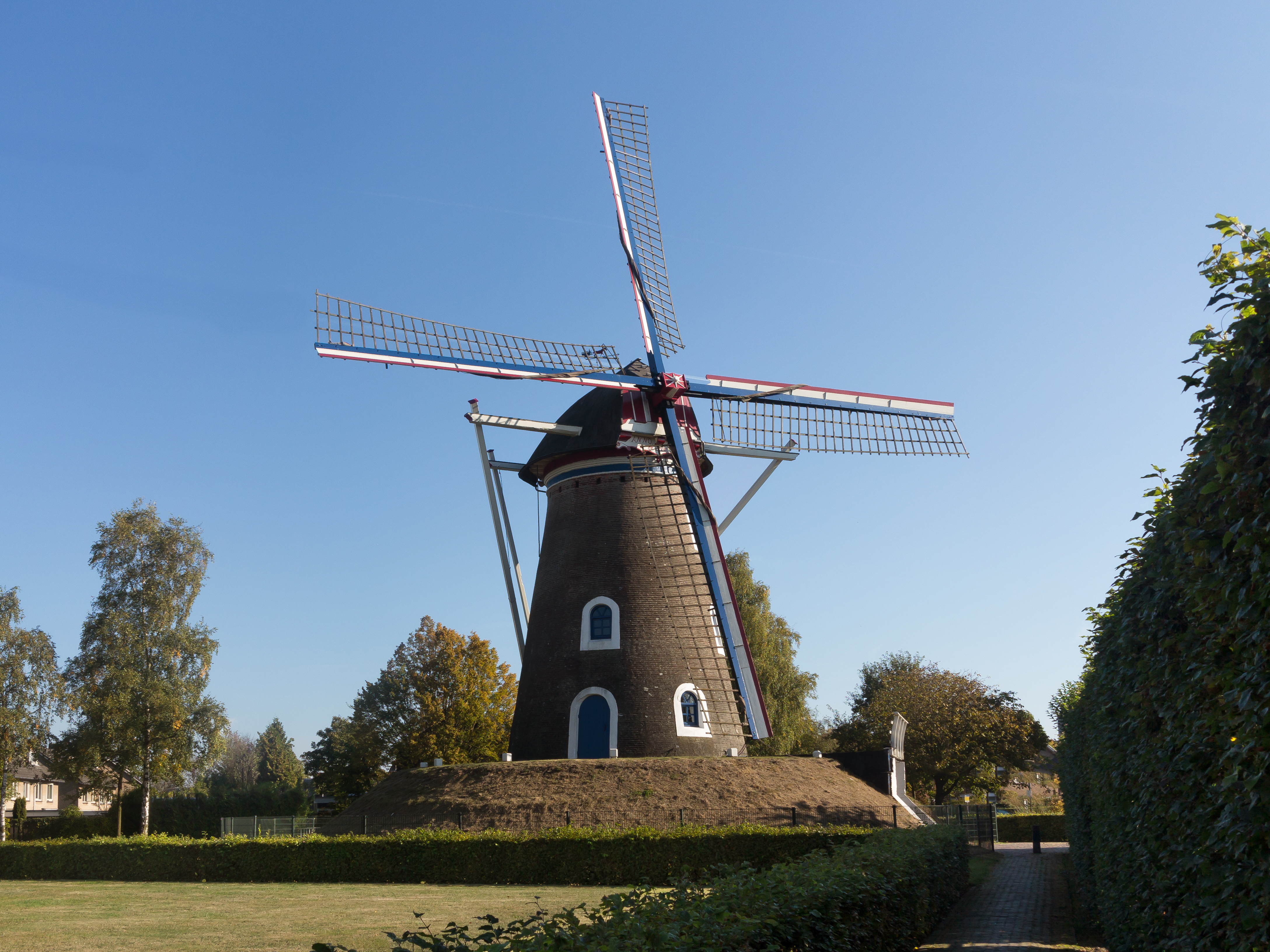
Lieshout, el molino: windmolen de Leest
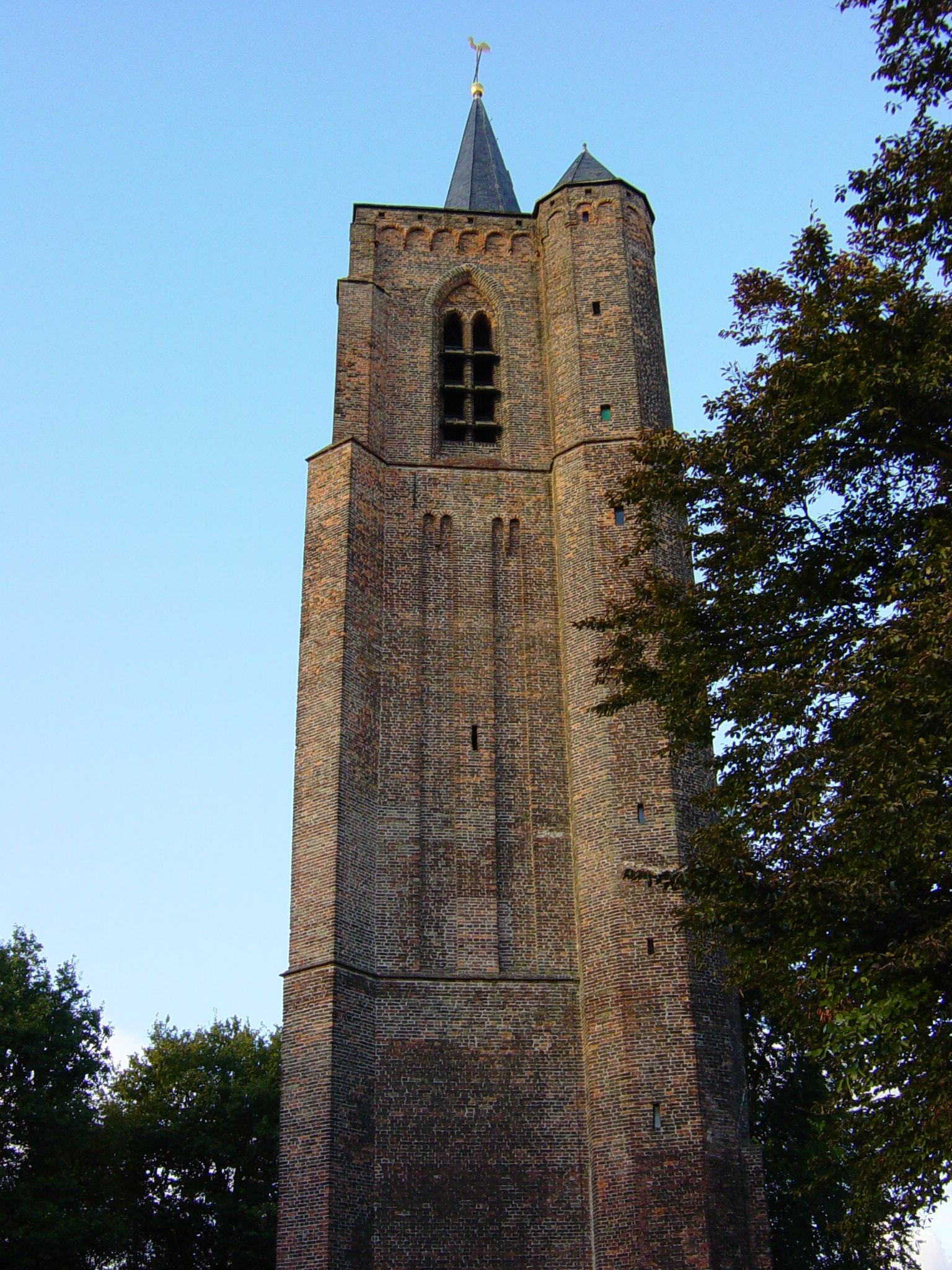
Beek en Donk: Torre de la iglesia vieja, siglo XV.
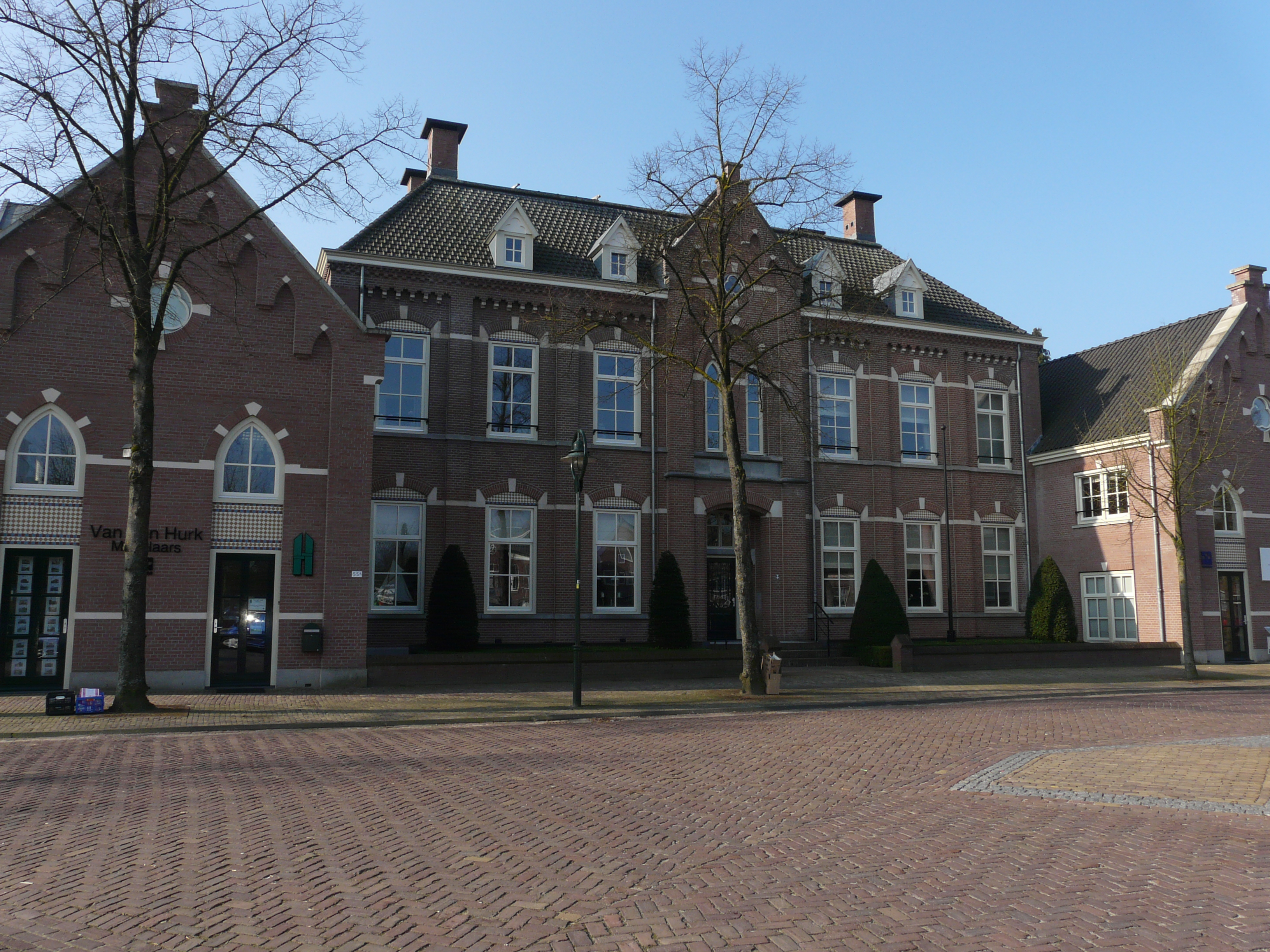
Beek en Donk: Plaza Heulvenplein
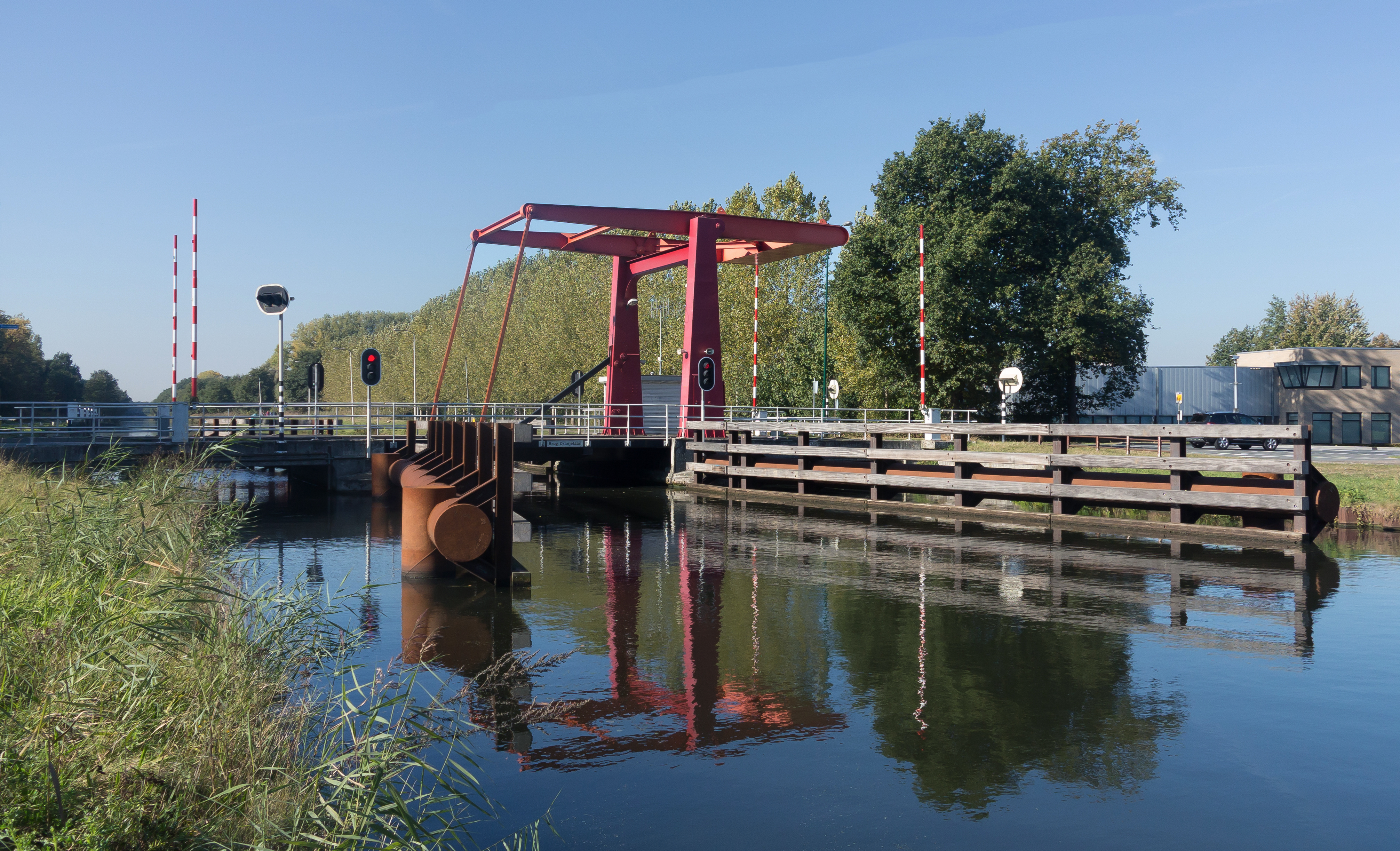
Beek en Donk, el puente basculante en el Oranjelaan
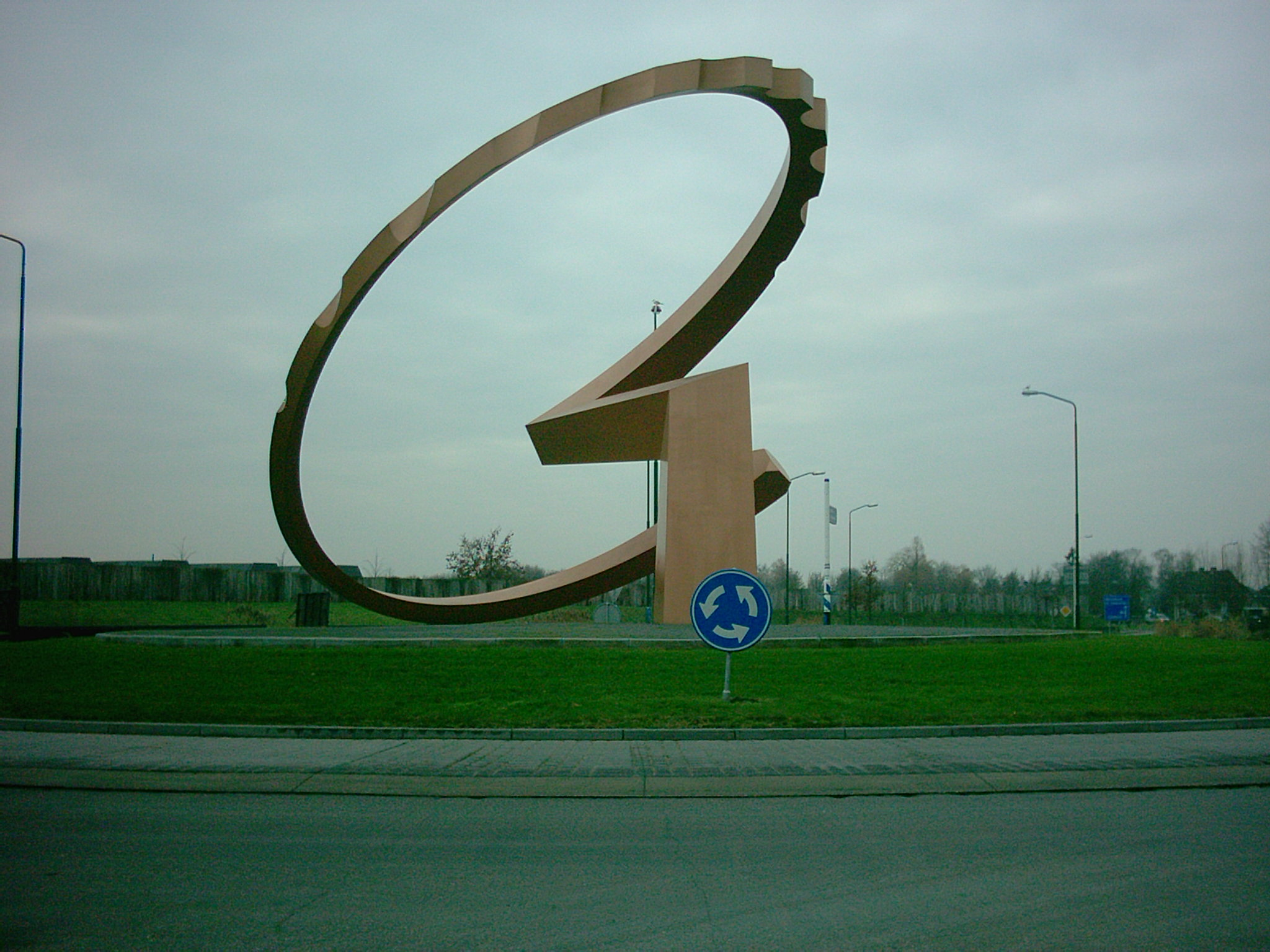
Accretio, símbolo de la fusión de los municipios, colocado en 2004 en una rotonda de la carretera N615
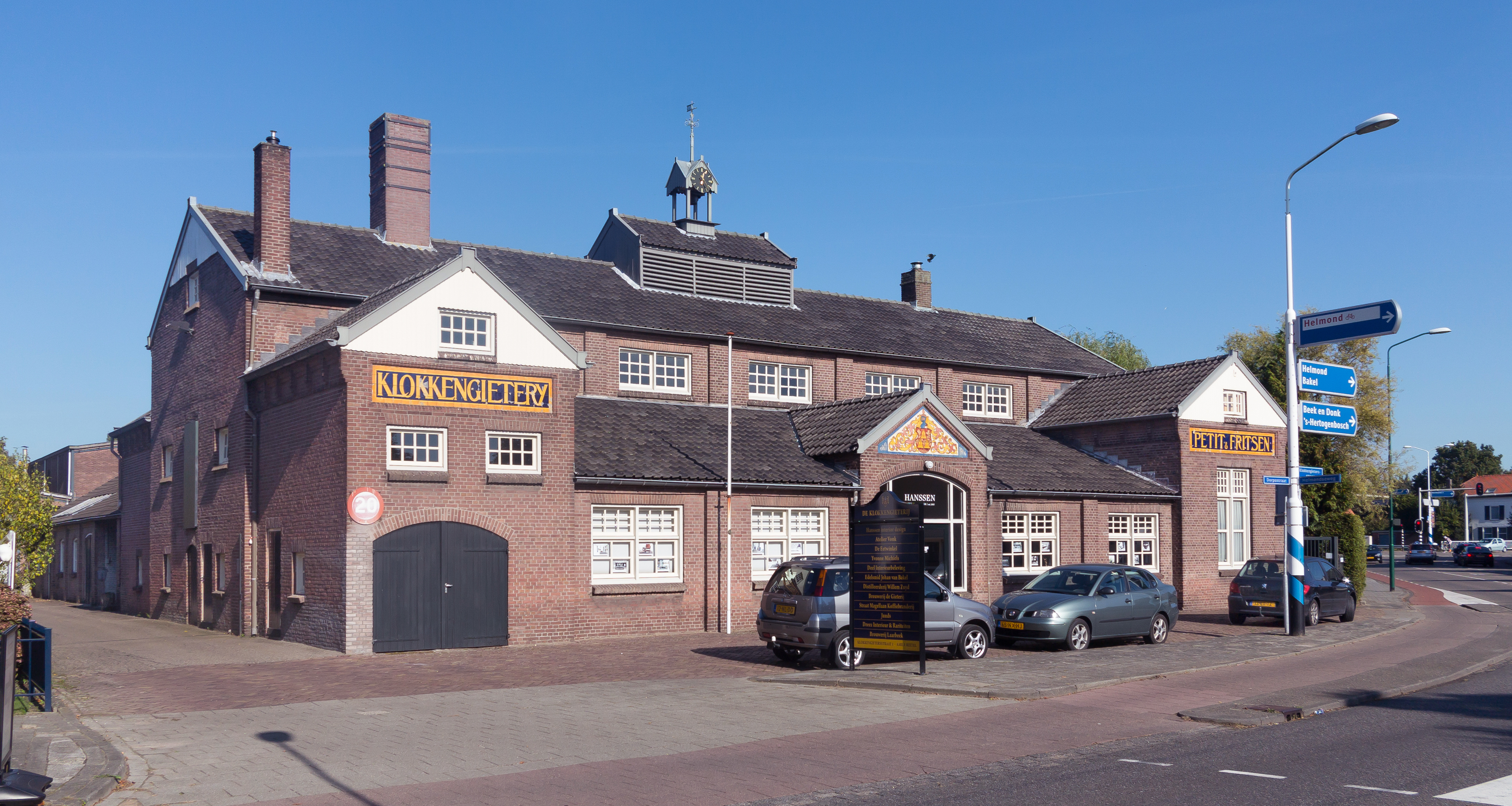
Aarle-Rixtel, el fundador de las campanas Petit & Fritsen
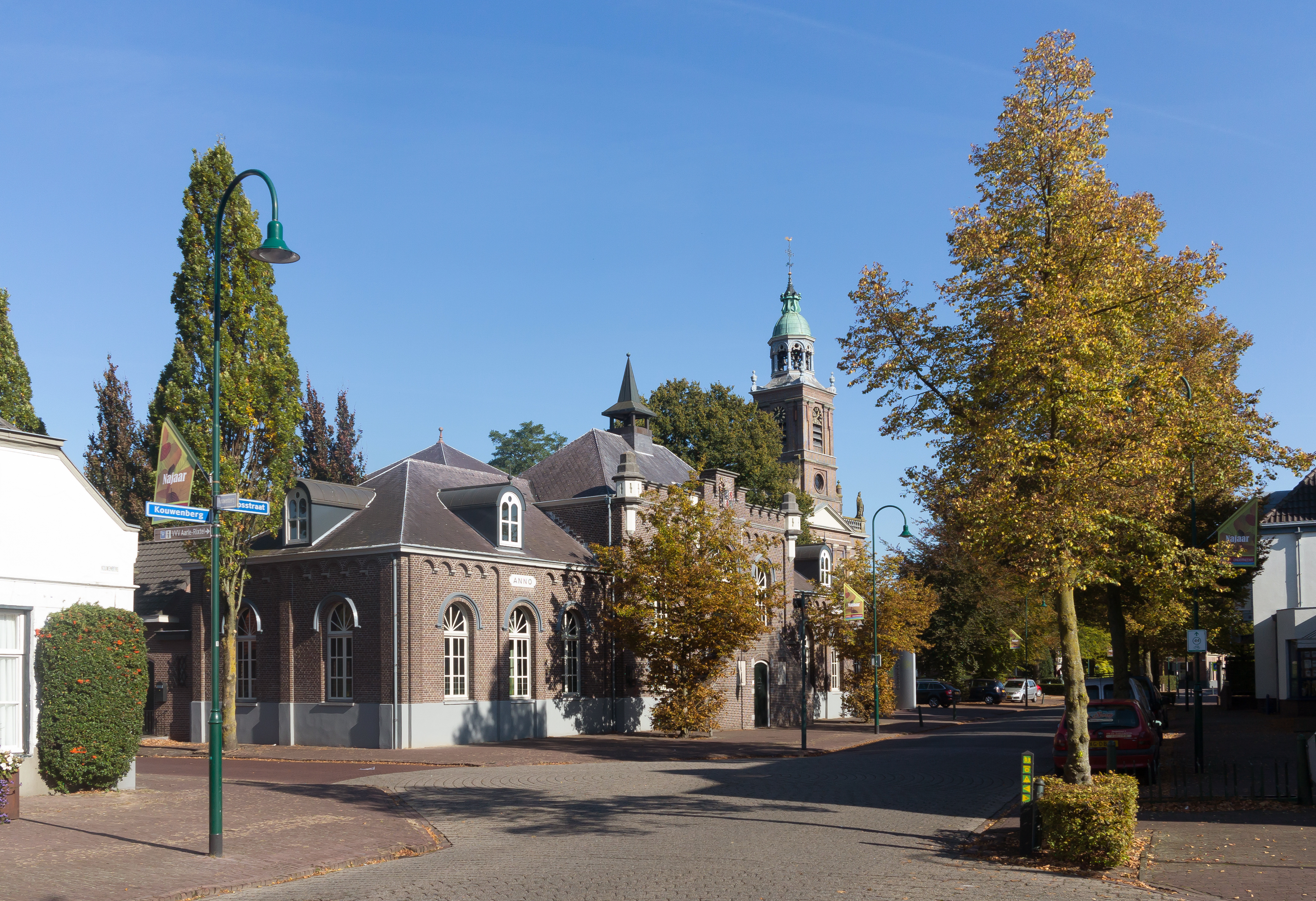
Aarle-Rixtel, vista de la calle: el Kouwenberg-Dorpsstraat